# Cochliobolus geniculatus
Cochliobolus geniculatus är en svampart som beskrevs av R.R. Nelson 1964. Cochliobolus geniculatus ingår i släktet Cochliobolus och familjen Pleosporaceae.   Inga underarter finns listade i Catalogue of Life.